# Lista över fysikaliska storheter
Detta är en lista över fysikaliska storheter.
Den första tabellen listar grundstorheterna som används i internationella måttenhetssystemet (SI) för att definiera den fysiska dimensionen av fysikaliska storheter för dimensionsanalys. Den andra tabellen listar härledda storheter. Härledda storheter kan nämnas i termer av grundstorheter.
Observera att varken namnen eller de symbolerna som används för fysikaliska storheter är internationella standarder. Vissa storheter är kända under flera olika namn, som det magnetiska B-fältet som även kallas magnetisk flödestäthet, magnetisk induktion eller helt enkelt magnetfältet, beroende på sammanhanget. På liknande sätt kan ytspänning betecknas som antingen σ, γ eller T. Tabellen listar oftast bara ett namn och symbol.
Den sista kolumnen listar specifika egenskaper som några av storheterna har, som deras skalningsbeteende (om storheten är intensiv eller extensiv), deras omvandlingsegenskaper (om storheten är en skalär, vektor eller tensor) eller om storheten är konserverad.

## Grundstorheter
| Storhet            | Symbol | SI-enhet      | Dimension | Kommentarer      |
| ------------------ | ------ | ------------- | --------- | ---------------- |
| Längd              | l      | Meter (m)     | L         |                  |
| Massa              | m      | Kilogram (kg) | M         | extensiv, skalär |
| Tid                | t      | Sekund (s)    | T         | skalär           |
| Elektrisk ström    | I      | Ampere (A)    | I         |                  |
| Absolut temperatur | T      | Kelvin (K)    | Θ         | intensiv, skalär |
| Substansmängd      | n      | Mol (mol)     | N         | extensiv, skalär |
| Ljusstyrka         | L      | Candela (cd)  | J         | skalär           |

## Härledda storheter

### Geometri
| Storhet    | Symbol | SI-enhet       | Dimension | Kommentarer      |
| ---------- | ------ | -------------- | --------- | ---------------- |
| Längd      | l      | Meter (m)      | L         |                  |
| Area       | A      | m2             | L2        | skalär           |
| Volym      | V      | m3             | L3        | extensiv, skalär |
| Vinkel     | θ      | Radian (rad)   | 1         |                  |
| Rymdvinkel | Ω      | Steradian (sr) | 1         |                  |

### Kinematik
| Storhet            | Symbol | SI-enhet         | Dimension | Kommentarer               |
| ------------------ | ------ | ---------------- | --------- | ------------------------- |
| Tid                | t      | Sekund (s)       | T         | skalär                    |
| Fart               | v      | m × s−1          | L T−1     | skalär                    |
| Hastighet          | v→     | m × s−1          | L T−1     | vektor                    |
| Acceleration       | a→     | m × s−2          | L T−2     | vektor                    |
| Ryck               | j→     | m × s−3          | L T−3     | vektor                    |
| Frekvens           | f      | Hertz (Hz = s−1) | T−1       | skalär                    |
| Vinkelhastighet    | ω      | rad × s−1        | T−1       | skalär eller pseudovektor |
| Vinkelacceleration | α      | rad × s−2        | T−2       |                           |
| Våglängd           | λ      | m                | L         |                           |
| Vågtal             | k      | m−1              | L−1       |                           |
| Viskositet         | η      | Pa × s           | M L−1 T−1 |                           |

### Mekanik
| Storhet                  | Symbol | SI-enhet                            | Dimension | Kommentarer                           |
| ------------------------ | ------ | ----------------------------------- | --------- | ------------------------------------- |
| Massa                    | m      | Kilogram (kg)                       | M         | extensiv, skalär                      |
| Kraft                    | F→     | Newton (N = kg × m × s−2)           | M L T−2   | vektor                                |
| Tyngd                    | w      | Newton (N = kg m s−2)               | M L T−2   | vektor                                |
| Impuls                   | p→     | Newtonsekund (N × s = kg × m × s−1) | M L T−1   | vektor                                |
| Rörelsemängd             | p→     | N × s                               | M L T−1   | vektor, extensiv                      |
| Tröghetsmoment           | I      | kg × m2                             | M L2      | tensor, skalär                        |
| Vridmoment               | τ      | Newtonmeter (N × m)                 | M L2 T−2  | pseudovektor                          |
| Rörelsemängdsmoment      | L      | kg × m2 × s−1                       | M L2 T−1  | konserverad storhet, pseudovektor     |
| Effekt                   | P      | Watt (W)                            | M L2 T−3  | extensiv, skalär                      |
| Energi                   | E      | Joule (J = kg × m2 × s−2)           | M L2 T−2  | extensiv, skalär, konserverad storhet |
| Arbete                   | W      | Joule (J = kg × m2 × s−2)           | M L2 T−2  | skalär                                |
| Energitäthet             | ρE     | J × m−3                             | M L−1 T−2 | intensiv                              |
| Specifik energi          |        | J × kg−1                            | L2 T−2    | intensiv                              |
| Densitet (volymdensitet) | ρ      | kg × m−3                            | M L−3     | intensiv                              |
| Areadensitet             | ρA     | kg × m−2                            | M L−2     |                                       |
| Linjär densitet          | ρl     |                                     | M L−1     |                                       |
| Specifik volym           | v      | m3 × kg−1                           | M−1 L3    | intensiv                              |
| Tryck                    | p      | Pascal (Pa = kg × m−1 × s−2)        | M L−1 T−2 | intensiv, skalär                      |
| Mekanisk spänning        | σ      | Pa                                  | M L−1 T−2 | 2-tensor (eller skalär)               |
| Ytspänning               | γ      | N × m−1 eller J × m−2               | M T−2     |                                       |
| Youngs modul             | E      | Pascal (Pa = kg × m−1 × s−2)        | M L−1 T−2 | skalär                                |
| Töjning                  | ε      | Enhetslös                           | 1         |                                       |

### Termodynamik
| Storhet                 | Symbol | SI-enhet       | Dimension    | Kommentarer      |
| ----------------------- | ------ | -------------- | ------------ | ---------------- |
| Absolut temperatur      | T      | Kelvin (K)     | Θ            | intensiv, skalär |
| Värme                   | Q      | Joule (J)      | M L2 T−2     |                  |
| Värmeledningsförmåga    | k      | W × m−1 × K−1  | M L T−3 Θ−1  | intensiv         |
| Värmekapacitet          | Cp     | J × K−1        | M L2 T−2 Θ−1 | extensiv         |
| Värmeflödestäthet       | ϕQ     | W × m−2        | M T−3        |                  |
| Kemisk potential        | μ      | J × mol−1      | M L2 T−2 N−1 | intensiv         |
| Entropi                 | S      | J × K−1        | M L2 T−2 Θ−1 | extensiv, skalär |
| Specifik värmekapacitet | c      | J × kg−1 × K−1 | L2 T−2 Θ−1   | intensiv         |

### Elektromagnetism
| Storhet                           | Symbol | SI-enhet                                       | Dimension     | Kommentarer                   |
| --------------------------------- | ------ | ---------------------------------------------- | ------------- | ----------------------------- |
| Elektrisk ström                   | I      | Ampere (A)                                     | I             |                               |
| Elektrisk strömtäthet             | J →    | A × m−2                                        | L−2 I         | vektor                        |
| Elektrisk laddning                | Q      | Coulomb (C = A × s)                            | T I           | extensiv, konserverad storhet |
| Elektrisk flödestäthet            | D      | C × m−2                                        | L−2 T I       | vektorfält                    |
| Elektrisk fältstyrka              | E→     | V × m−1                                        | M L T−3 I−1   | vektorfält                    |
| Elektrisk impedans                | Z      | Ohm (Ω = kg × m2 × A−2 × s−3)                  | M L2 T−3 I−2  | komplex skalär                |
| Elektrisk kapacitans              | C      | Farad (F = A2 × s4 × kg−1 × m−2)               | M−1 L−2 T4 I2 | skalär                        |
| Elektrisk konduktans              | G      | Siemens (S = A2 × s3 × kg−1 × m−2)             | M−1 L−2 T3 I2 | skalär                        |
| Elektrisk konduktivitet           | σ      | Siemens per meter (S/m = A2 × s3 × kg−1 × m−3) | M−1 L−3 T3 I2 | skalär                        |
| Elektrisk spänning                | U      | Volt (V = kg × m2 × A−1 × s−3)                 | M L2 T−3 I−1  | skalär                        |
| Elektrisk resistans               | R      | Ohm (Ω = kg × m2 × A−2 × s−3)                  | M L2 T−3 I−2  | skalär                        |
| Elektrisk resistivitet            | ρ      | Ohmmeter (Ω × m = kg × m3 × A−2 × s−3)         | M L3 T−3 I−2  | skalär                        |
| Elektrisk induktans               | L      | Henry (H = kg × m2 × A−2 × s−2)                | M L2 T−2 I−2  | skalär                        |
| Elektrisk laddningsdensitet       | ρQ     | C × m−3                                        | L−3 T I       | intensiv                      |
| Permittivitet                     | ε      | F × m−1                                        | M−1 L−3 T4 I2 | intensiv                      |
| Permeabilitet                     | μ      | H × m−1                                        | M L T−2 I−2   | intensiv                      |
| Magnetisk fältstyrka (H-fältet)   | H      | A × m−1                                        | L−1 I         | vektorfält                    |
| Magnetiskt flöde                  | Φ      | Weber (Wb = kg × m2 × A−1 × s−2)               | M L2 T−2 I−1  | skalär                        |
| Magnetisk flödestäthet (B-fältet) | B      | Tesla (T = kg × A−1 × s−2)                     | M T−2 I−1     | pseudovektorfält              |
| Magnetisering                     | M      | A × m−1                                        | L−1 I         | vektorfält                    |

### Atom- och molekylärfysik
| Storhet              | Symbol | SI-enhet        | Dimension        | Kommentarer      |
| -------------------- | ------ | --------------- | ---------------- | ---------------- |
| Molär koncentration  | C      | mol × m−3       | L−3 N            | intensiv         |
| Molär energi         |        | J × mol−1       | M L2 T−2 N−1     | intensiv         |
| Molär entropi        |        | J × K−1 mol−1   | M L2 T−2 Θ−1 N−1 | intensiv         |
| Molär värmekapacitet | c      | J × K−1 × mol−1 | M L2 T−2 N−1     | intensiv         |
| Reaktionshastighet   | r      | mol × m−3 × s−1 | N L−3 T−1        | intensiv, skalär |

### Kärnfysik
| Storhet             | Symbol | SI-enhet                | Dimension | Kommentarer      |
| ------------------- | ------ | ----------------------- | --------- | ---------------- |
| Aktivitet           | A      | Becquerel (Bq = s−1)    | T−1       | extensiv, skalär |
| Halveringstid       | t1/2   | s                       | T         |                  |
| Medellivslängd      | τ      | s                       | T         | intensiv         |
| Absorberad dos      |        | Gy × s−1                | L2 T−3    |                  |
| Ekvivalent dos      | H      | Sievert (Sv = m2 × s−2) | L2 T−2    |                  |
| Radioaktiv dos      | D      | Gray (Gy = m2 × s−2)    | L2 T−2    |                  |
| Strålningsintesitet | I      | W × sr−1                | M L2 T−3  | skalär           |

### Radiometri
| Storhet   | Symbol | SI-enhet       | Dimension | Kommentarer |
| --------- | ------ | -------------- | --------- | ----------- |
| Radians   | L      | W × m−2 × sr−1 | M T−3     |             |
| Irradians | E      | W × m−2        | M T−3     |             |

### Fotometri och optik
| Storhet        | Symbol | SI-enhet                 | Dimension | Kommentarer      |
| -------------- | ------ | ------------------------ | --------- | ---------------- |
| Ljusstyrka     | L      | Candela (cd)             | J         | skalär           |
| Ljusflöde      | F      | Lumen (lm = cd × sr)     | J         |                  |
| Illuminans     | Ev     | Lux (lx = cd × sr × m−2) | L−2 J     |                  |
| Brytningsindex | n      | Enhetslös                | 1         | intensiv, skalär |